# Drag queen

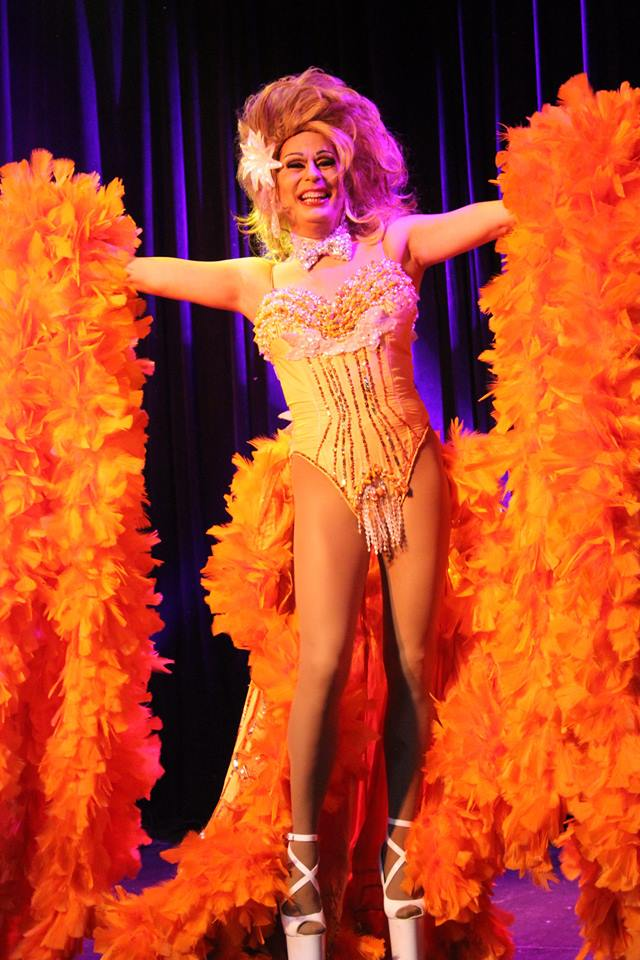
Ejemplo de Drag queen

Drag queen es una locución anglosajona, en español travesti o transformista, referida a la persona, generalmente hombre, que se viste y se caracteriza como alguien del sexo contrario representando a un personaje de rasgos exagerados, con una intención primordialmente histriónica que se inspira en las nociones tradicionales de la identidad de género y los roles de género.
No debe confundirse con ser transgénero ni con ser transexual. Mientras que los términos transgénero y transexual hacen referencia a la identidad de género de un individuo, el drag es un show de entretenimiento que puede ser desempeñado por cualquier persona, independientemente de cuál sea su identidad de género, por tanto, el drag es una expresión artística que puede no tener ninguna relación con la identidad de género de quien actúa como drag queen.
Es una forma de personificación y transformismo en el que una persona altera su apariencia y los patrones de su personalidad para ajustarlos al comportamiento y apariencia de un personaje, exagerando las cualidades estéticas asociadas popularmente a la feminidad (esto puede cambiar), mediante la utilización de vestuario flamboyant, peinados exuberantes y maquillaje, originado de una intención primordialmente cómica o satírica. Al igual que en el travestismo, puede estar presente una expresión de género transexual que se manifiesta en el cross-dressing. Drag queen puede ser un hombre o mujer homosexual, bisexual o heterosexual; siempre teniendo en cuenta que están creando un personaje para la sociedad.

## Etimología
El personaje literario famoso más parecido a una drag queen es la Reina de la Noche de la ópera del compositor Wolfgang Amadeus Mozart La Flauta Mágica, en el siglo XVIII. La Reina de la Noche era una especie de reina de la oscuridad (Dark Queen en inglés) y la mujer que la interpretaba (una faux queen debido a que no trasviste su género, sino que solamente lo caricaturiza y exagera) usaba en las representaciones de la ópera vestidos muy provocativos y ostentosos, así como diseños y maquillaje muy femeninos y exagerados.
El origen etimológico de drag queen es debatido, una teoría surge en la época del burlesque victoriano durante la segunda mitad del siglo XIX en el reinado de la reina Victoria en Reino Unido. Durante el siglo XIX aparece la palabra drag (traducido del idioma inglés como "arrastrar"), que hacía referencia a las faldas y vestidos largos portados por algunos actores masculinos en los espectáculos de burlesque. El término drag queen aparece como tal en un impreso de 1941.
Otra hipótesis popularmente aceptada es que la palabra drag se origina de un retroacrónimo Dressed As a Girl (vestido como chica), e incluso del retroacrónimo similar Dressed Resembling A Girl (vestido pareciéndose a una chica). Estos términos son solo hipótesis, ya que en inglés hay tanto drag queens como drag kings, mujeres que se visten de hombre u hombres que se visten de hombre, es decir, que estos exageran sus propios rasgos, haciendo así que el término Dressed As a Girl carezca de sentido. Aquí toma relevancia la posibilidad de que el origen de la palabra drag provenga de los libretos de teatro de antaño, donde solo a los hombres se les permitía actuar y debían tomar a veces roles femeninos. En los libretos se colocaba la palabra drag para definir el rol femenino del personaje, significando "Dress as Another Gender". Al día de hoy sería utilizable tanto para Drag Queens como Drag Kings. El término es popularizado entre los años 1950 y los años 1960 con el argot polari de la subcultura clóset/camp anterior a los disturbios de Stonewall. La palabra queen se añade a drag por su significado en el argot, siendo un término utilizado para describir a un hombre afeminado.

## Drag

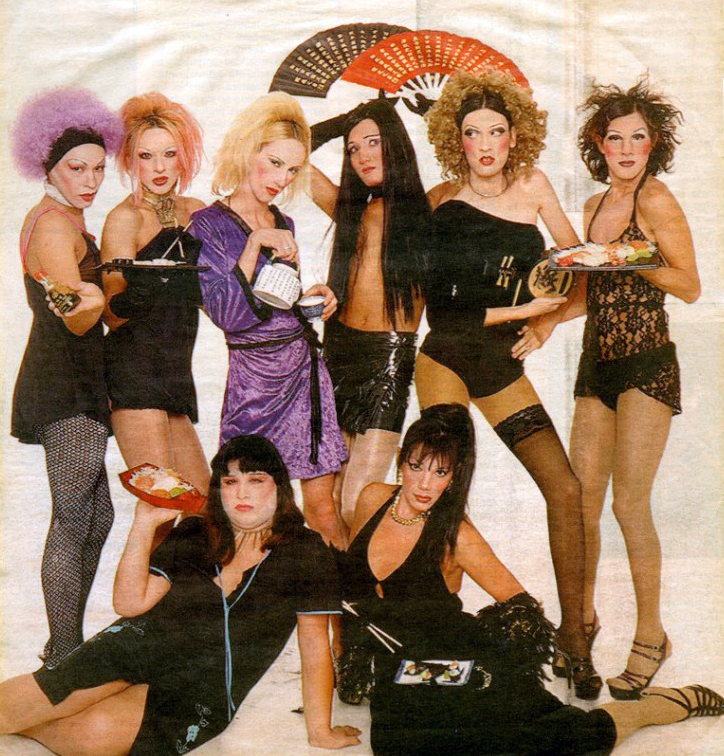
Drag queens argentinas en 1995, publicitando un show en una discoteca de Buenos Aires.

Se le denomina drag a la identidad o personaje en el que una persona practica el cross-dressing con motivo de entretenimiento o por gusto, es decir, utiliza la indumentaria socialmente asignada al género opuesto con la intención de ofrecer entretenimiento. El drag es utilizado como un elemento histriónico dedicado al genderfuck, es decir, dedicado a burlarse de las nociones tradicionales de los géneros binarios y sus roles dentro de la sociedad y la cultura.
Se denomina drag queen al individuo masculino vestido como una caricatura de mujer. En cambio, se le denomina drag king a la contraparte de una drag queen, es decir, una mujer que se viste como hombre de caricatura. Otros términos derivados incluyen drag diva (una drag queen de facciones hermosas), drag princess (una drag queen joven) y drag butch (un butch que se caracteriza de hombre heterosexual).
También se llama así a la persona que crea un personaje andrógino sin tener que imitar a una mujer u hombre. Se queda en la androginidad del ser humano y jugando con plataformas, pelucas, postizos, cascos, plumas y accesorios, siempre llamando la atención cada vez que se visten o crean un vestuario.
En un género más alejado del drag, se le denomina faux queen a una mujer que se viste como mujer de caricatura para resaltar el estereotipo clásico de una mujer o de una drag queen, resaltando la feminidad, con fines artísticos. En su contraparte, se le denomina faux king a un hombre que se viste como hombre de caricatura para resaltar el estereotipo de un hombre o el de un drag king, resaltando la masculinidad, siempre con fines artísticos.

## Historia

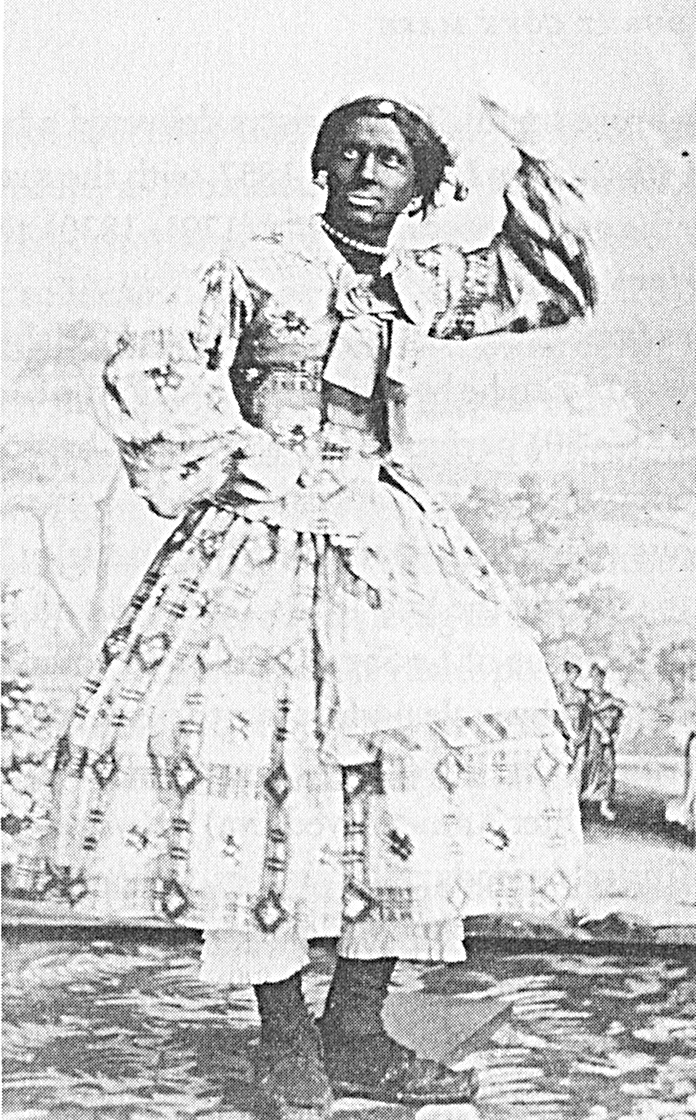
Blackface Rollin Howard en drag.

El drag surgió como un elemento dramático durante la segunda mitad del siglo XIX, destinado a hacer una proyección cómica de las nociones sociales sobre el comportamiento social, la aristocracia, la organización política, los roles de género, la etiqueta social y los convencionalismos sociales. El drag fue apreciado en diversas formas del teatro de variedades del siglo XIX, en el que era habitual la presentación de sketches y obras de un solo acto en las que se hacían burlesques de elementos sociales o culturales, frecuentemente con la participación de actores disfrazados de personajes del género opuesto para intensificar la comicidad. El drag como elemento dramático apareció en el Reino Unido durante la segunda mitad del siglo XIX, derivado del travesty y apreciado en espectáculos como el burlesque victoriano y la pantomima británica. La explotación del drag como elemento cómico se inició con la introducción del teatro de variedades dentro de la cultura estadounidense en la Guerra de Secesión. El drag se volvió un elemento común en espectáculos como el vodevil y el burlesque americano.
El teatro de variedades perdió popularidad en la década de 1920 debido a la introducción masiva y doméstica de la radio y la televisión. El drag retomó su popularidad en el cabaré de estilo americano durante los años 1930, continuando hasta los años 1960 como un elemento primordialmente histriónico. El drag formó parte de la comedia en vivo y la imitación entre la década de 1940 como elemento principal de los drag shows que se presentaban en establecimientos dedicados al cabaré y al nuevo teatro de variedades.
En la década de 1950, en el periodo de la cultura closet (periodo anterior a la revolución sexual y los disturbios de Stonewall), los drag shows se volvieron populares en los establecimientos de clientela homosexual, como los bares gais. La estética camp comenzó a recurrir al drag para la personificación de la ironía en las artes, valiéndose del vestuario afeminado y abigarrado de figuras masculinas para formular una intención cómica dentro de la cultura masiva y sus medios de comunicación. Pronto se hicieron habituales los temas del camp y el drag como un elemento de explotación fílmica, convirtiéndose el drag en un elemento asociado con la cultura gay por su recurrencia en la estética camp.
Después de la cultura closet y la conformación del movimiento social LGBT, el drag se volvió habitual como una expresión de género totalmente enfocada a la identidad transgénero, formando parte de la expresión de orgullo LGBT. En su intención histriónica, actualmente se dedican al canto, baile, playback, participando en Gay Prides, concursos de belleza y drag shows, Divine y RuPaul son de las Drag Queens más conocidas en el espectáculo, teniendo participaciones no solo en el mundo LGBT.

## Drag queensen el mundo

### Estados Unidos
- Sasha Velour: Drag queen estadounidense que ganó la novena temporada de "RuPaul's Drag Race" y que utiliza su plataforma para visibilizar la cultura queer.[16][17][18][19][20]

### Brasil
- Lorena Simpson: Drag queen y cantante brasileña miembro de la comunidad LGBTQ+ en Brasil.[21][22]

### Canadá
- Priyanka: Priyanka, nacida como Suraj Sharma, es una drag queen canadiense que ganó la primera temporada de "Canada's Drag Race". [23][24][25][26]

- Rita Baga: Finalista

### España
- Arantxa Castilla: Drag queen española que utiliza su plataforma para luchar contra la discriminación y promover la inclusión de las personas con discapacidad.[27][28][29]

### Estados Unidos
- Sylvia Rivera y Marsha P. Johnson: Drag queens transgénero que lideraron el movimiento por los derechos LGBTQ+ en la década de 1970.[30][31][32][33]

- Peppermint: Drag queen que compitió en "RuPaul's Drag Race" y que se ha convertido en una activista por los derechos transgénero.[26][34]

- Jackie Shane: Drag queen y cantante afrodescendiente que desafió las barreras raciales y de género en la escena musical de la década de 1960.

- RuPaul: RuPaul Andre Charles, conocido simplemente como RuPaul, es una figura reconocida en el mundo drag. Ha ganado fama global por su programa de telerrealidad "RuPaul's Drag Race", donde busca a la próxima "Superestrella Drag de América". Además de ser un drag queen, RuPaul es cantante, actor, modelo y empresario. [35][36][37][38][39]

- Divine: Divine, nacida como Harris Glenn Milstead, fue una de las primeras drag queens en alcanzar reconocimiento internacional. Su colaboración con el cineasta John Waters en películas como Pink Flamingos y Hairspray la catapultó a la fama. Divine era conocida por su humor ácido, sus personajes excéntricos y su voz.[40][41][42][39][43]

- Jinkx Monsoon: Jinkx Monsoon, nacida como Jerick Howerton, es la ganadora de la quinta temporada de "RuPaul's Drag Race". Es conocida por su talento para el canto, la comedia y la actuación. Su victoria en el programa la impulsó a la fama internacional, consolidándola como una de las drag queens más queridas y respetadas de la actualidad.[43][44][45][46][47][48][49][50]

- Bianca Del Rio: Bianca Del Rio, nacida como Roy McCutcheon, es la ganadora de la sexta temporada de "RuPaul's Drag Race". Es conocida por su humor ácido, su ingenio y su personaje sarcástico. Bianca Del Rio ha ganado reconocimiento por sus shows de comedia en vivo y sus apariciones en televisión.[51][52][53][54]

### México
- Valentina: Valentina Sánchez Ruíz, conocida simplemente como Valentina, es una drag queen mexicana que saltó a la fama internacional al participar en la novena temporada de "RuPaul's Drag Race". [55][56][57][58]

- Muxe: Drag queen zapoteca que representan la diversidad de género y la cultura indígena en México.[59]

### Reino Unido
- Bimini Bon Boulash: Bimini Bon Boulash, nacida como Jason Jones, es una drag queen británica que quedó en segundo lugar en la segunda temporada de "RuPaul's Drag Race UK". Es conocida por su estilo andrógino, su talento para el canto y su activismo por los derechos LGBTQ+. [60][61][62][63]

## Drag queensen el cine
- Victor Victoria (1933 y 1982): célebre versión, protagonizada por Julie Andrews, de una película alemana.
- Thoroughly Modern Millie (1967): película con la participación de Julie Andrews, James Fox, Mary Tyler Moore, Carol Channing y John Gavin.
- The Rose (1979): película protagonizada por Bette Midler.
- Tootsie (1982): película protagonizada por Dustin Hoffman.
- La cage aux folles (1987) - La jaula de las locas - película franco-italiana adaptación de la obra teatral homónima dirigida por Mike Nichols; y su versión estadounidense, The Birdcage (1996): película protagonizada por Robin Williams, Nathan Lane, Gene Hackman y Dianne Wiest.
- Hairspray (1988): película con la participación de Divine.
- Paris is Burning (1990): Documental que relata la "Edad Dorada" de los bailes drag en Nueva York.
- The Adventures of Priscilla, Queen of the Desert (1994): película australiana dirigida por Stephan Elliott, protagonizada por Terence Stamp, Hugo Weaving, Guy Pearce y Bill Hunter.
- To Wong Foo, Thanks for Everything! Julie Newmar (1995): película protagonizada por Wesley Snipes, Patrick Swayze y John Leguizamo.
- Más que amor frenesí (1996): es una película española escrita y dirigida por el trío Alfonso Albacete, David Menkes y Miguel Bardem estrenada en 1996. Aparecen drag queens como Drag Dolly de Madrid.
- Medianoche en el jardín del bien y del mal (1998): película protagonizada por John Cusack y Kevin Spacey.
- Hedwig and the Angry Inch (2001): película protagonizada por John Cameron Mitchell.
- Desayuno en Plutón (2005): película protagonizada por Cillian Murphy.
- The curiosity of Chance (2006): película protagonizada por Tad Hilgenbrink y Brett Chukerman.
- St Trinian's (2007): película protagonizada por Rupert Everett.
- A Star Is Born: película con la participación de Shangela Laquifa Wadley y Willam Belli.
- Huracán Bianca: película protagonizada por Bianca Del Rio.
- Huracán Bianca II: desde Rusia con odio. Secuela de la anterior.